# Dragonnier de Madagascar
Dracaena reflexa var. angustifolia

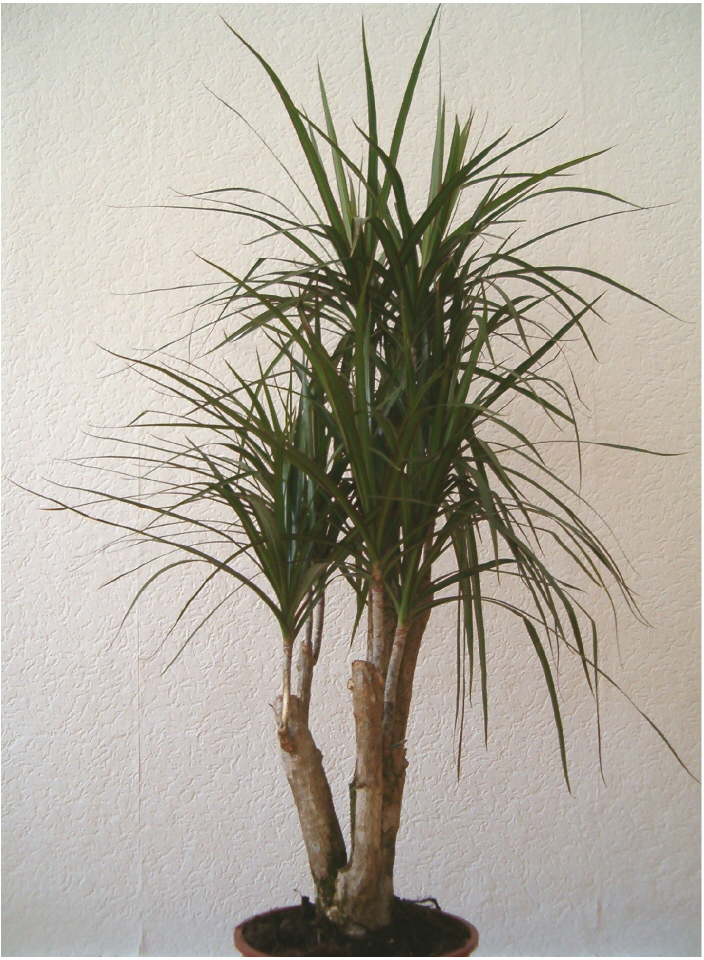
Dragonnier de Madagascar cultivé

Le dragonnier de Madagascar est une plante rare et résistante arbustive du genre Dracaena. Jadis classée comme une espèce à part entière Dracaena marginata Lam., elle est maintenant considérée comme une variété du dragonnier à feuilles réfléchies Dracaena reflexa var. angustifolia Baker.
Elle est originaire de Madagascar. Parmi les taxons inférieurs des Dracaena, c'est la plus communément utilisée aussi bien comme une plante d'intérieur que d'extérieur, les horticulteurs l'appelant alors tout simplement « dragonnier » ou « dracéna ».

## Étymologie et histoire de la nomenclature
Le nom de genre Dracaena dérive du grec drakaina δρακαινα « dragon femelle ».
L'espèce Dracaena marginata fut décrite par Lamarck en 1786 dans Encyclopédie Méthodique, Botanique, à partir d'un arbre cultivé au Jardin du Roi apporté par Aublet de Madagascar. Il indique que le dragonnier à  bords rouges porte des « feuilles...d'une couleur verte obscurément mélangées de points blancs, à bordures purpurines, & à gaîne extrêmement courte ».
Un siècle plus tard, Baker la reclasse comme une variété du dragonnier à feuilles réfléchies  Dracaena reflexa var. angustifolia (Journal of the Linnean Society, Botany, 1875). C'est la dénomination acceptée par The Plant List, Kew, etc.

## Description

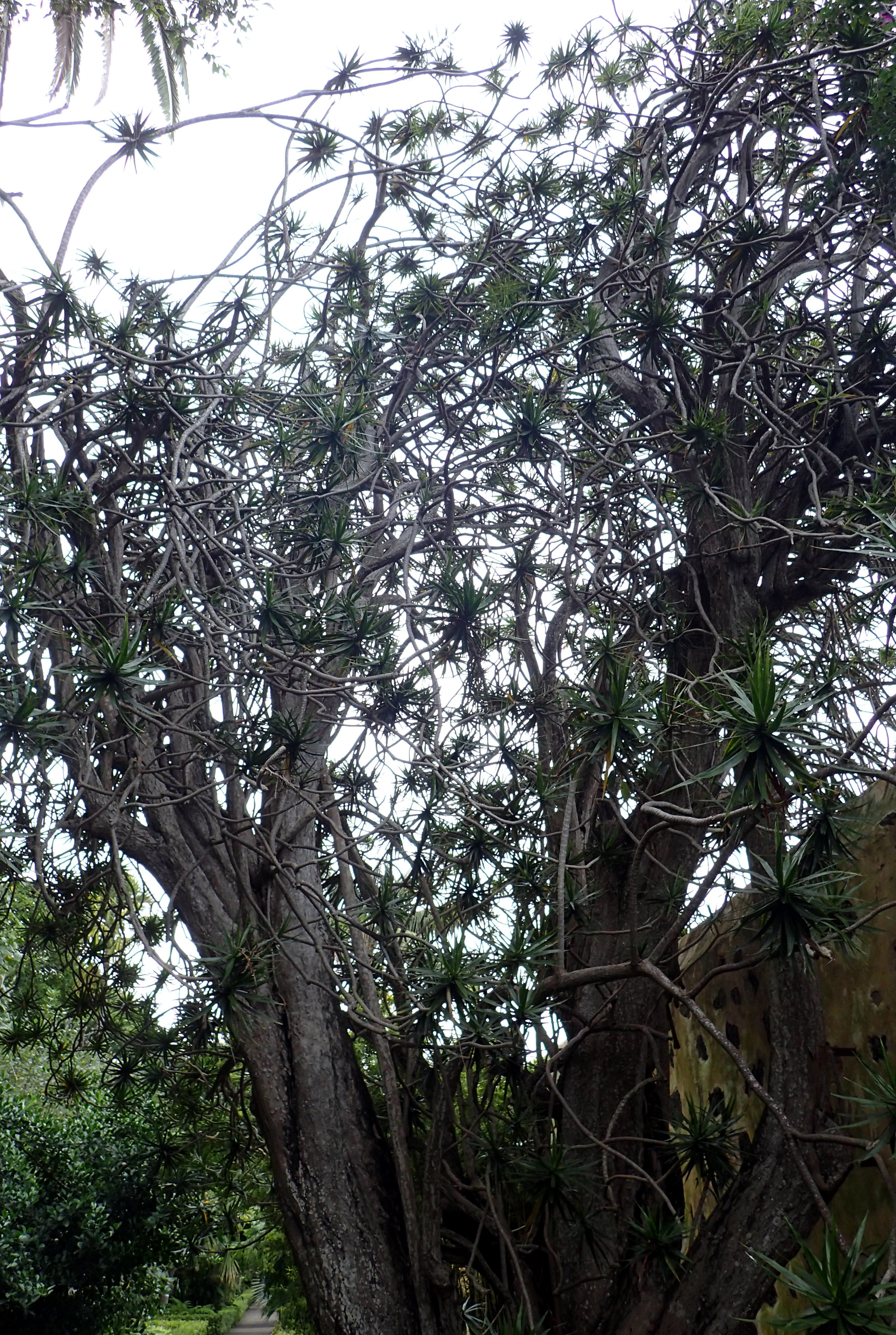
Dracaena marginata dans le Jardín de Aclimatación de La Orotava (Iles Canaries)

Le Dracaena reflexa var. angustifolia est un arbuste comportant un tronc tortueux et ramifié. Chaque rameau, entièrement couvert de cicatrices laissées par les anciennes feuilles, ne porte de feuilles qu'à son extrémité. Les spécimens anciens peuvent comporter de gros troncs.
Les feuilles sont étroitement linéaires-lancéolées, longuement effilées, bordées de rouge, disposées en spirale à l'extrémité des rameaux.
Les fleurs sont petites, généralement blanches, parfumées, portées par de grands panicules.
Les fruits sont des petites boules de couleur bronze orangé à maturité.

## Répartition
Le dragonnier de Madagascar est originaire de Madagascar,.
Il pousse dans les zones à climat tropical et à climat méditerranéen de la planète. Il peut être cultivé en terre dans les régions soumises à ces climats. Plusieurs cultivars sont largement commercialisés comme plante ornementale d'intérieur.

## Synonymes
Selon The Plant List, le nom accepté Dracaena reflexa var. angustifolia Baker a pour synonymes :
- Cordyline marginata (Lam.) Endl.
- Dracaena marginata Lam.
- Draco marginata (Lam.) Kuntze
- Pleomele marginata (Lam.) N.E.Br.

## Photos

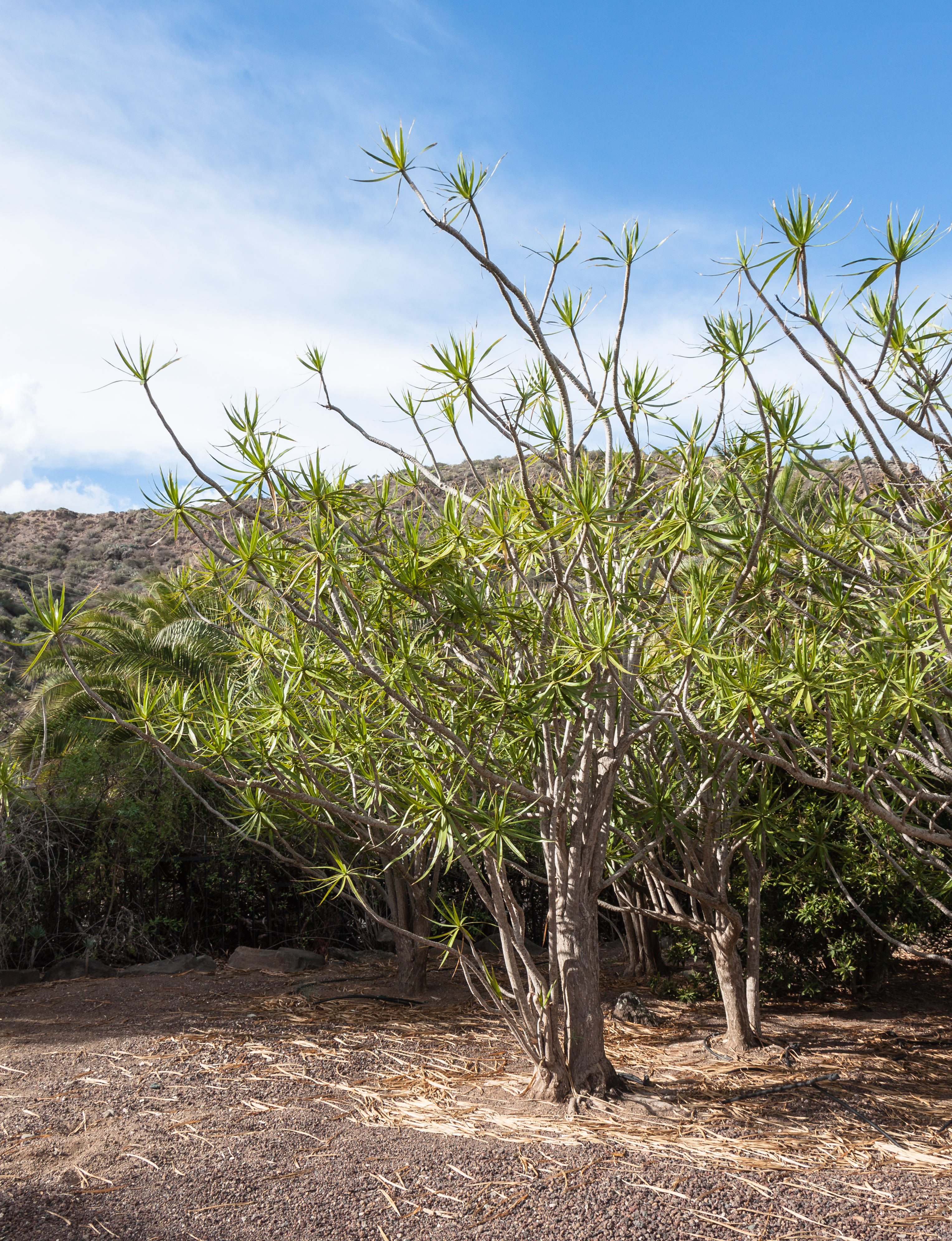
Dracaena reflexa var. angustifolia (Jardín Botánico Canario Viera y Clavijo, Grande Canarie, Espagne)
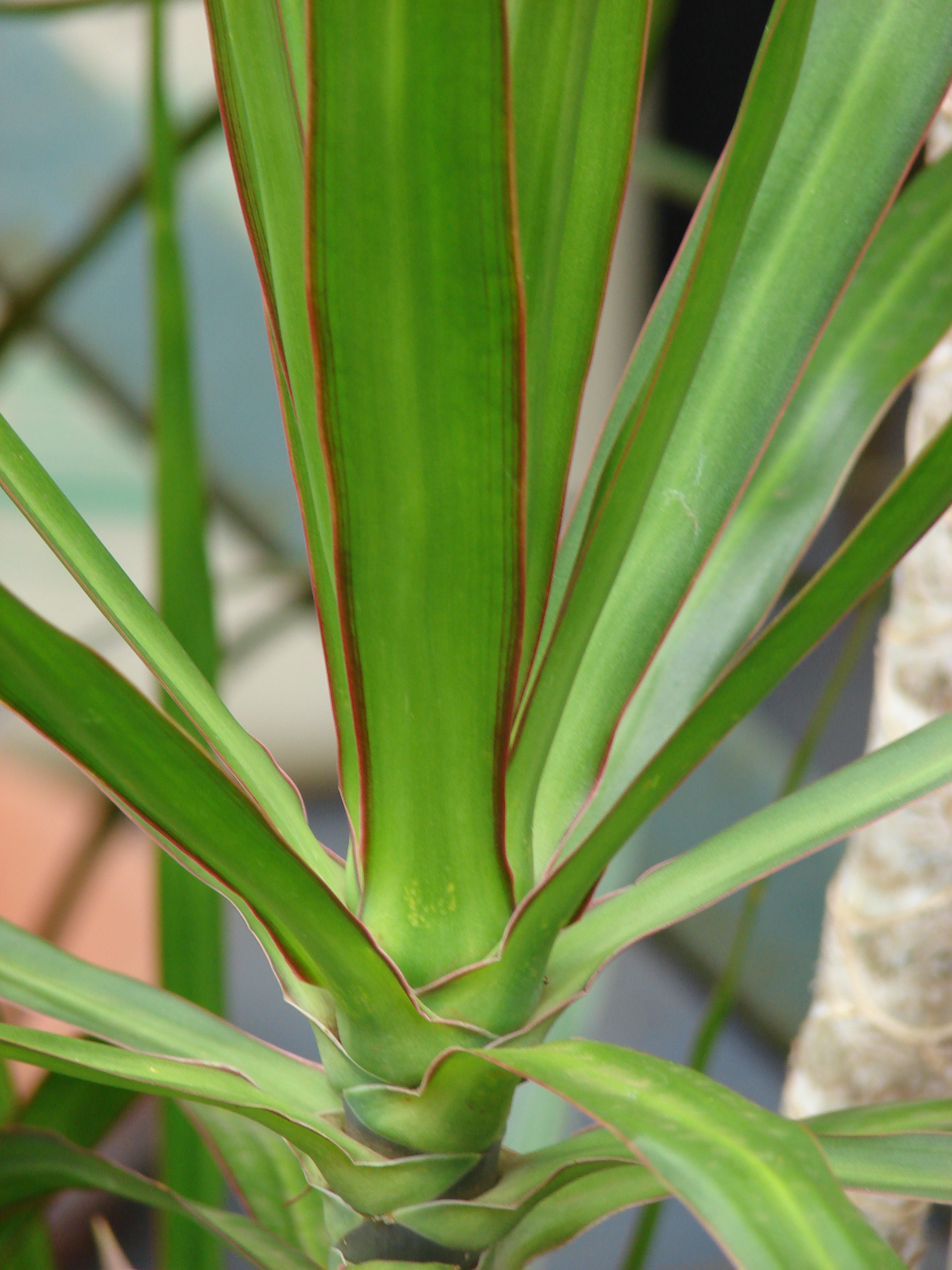
Feuilles (Hawaii)
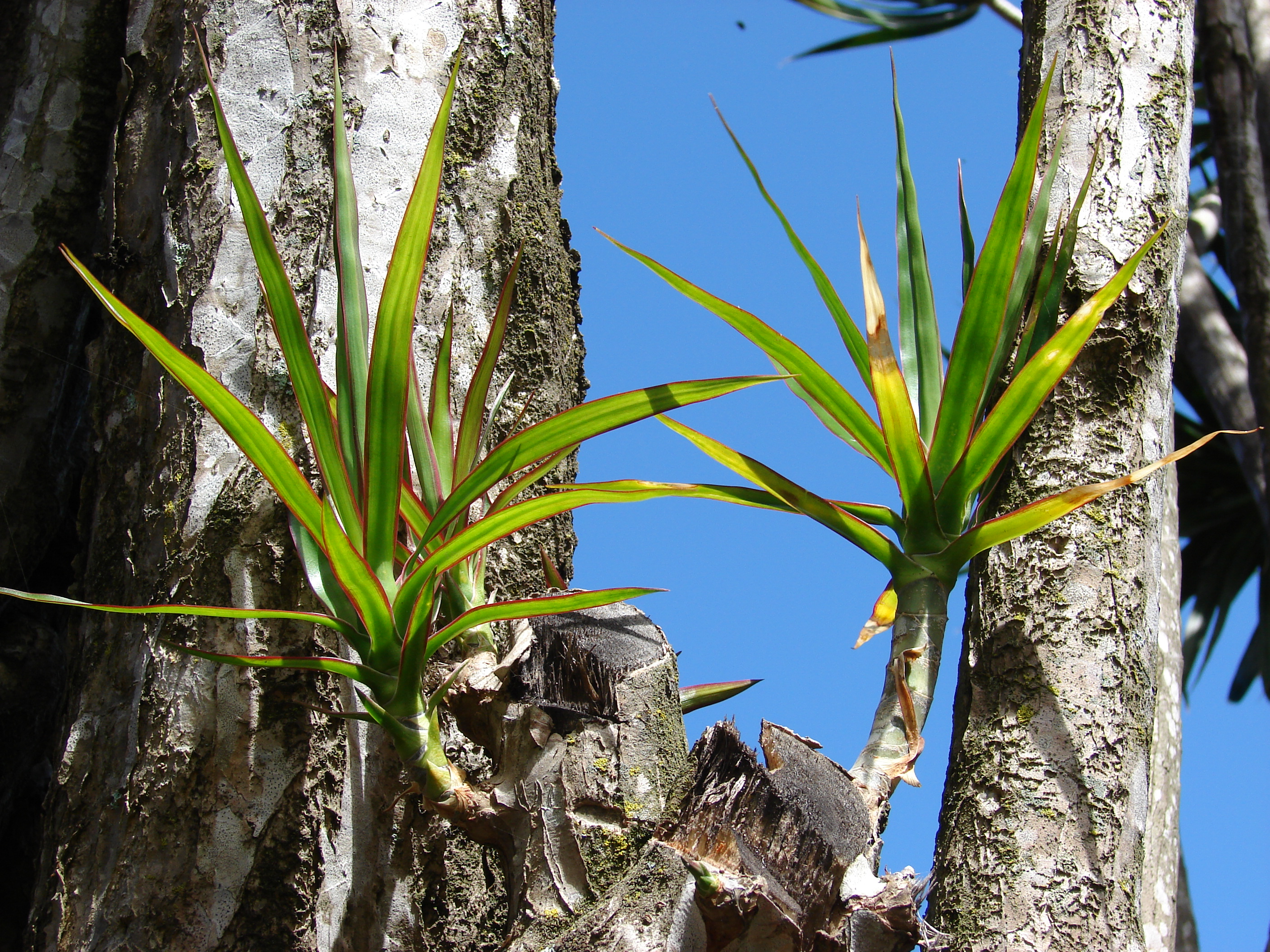
Feuilles (Hawaii)
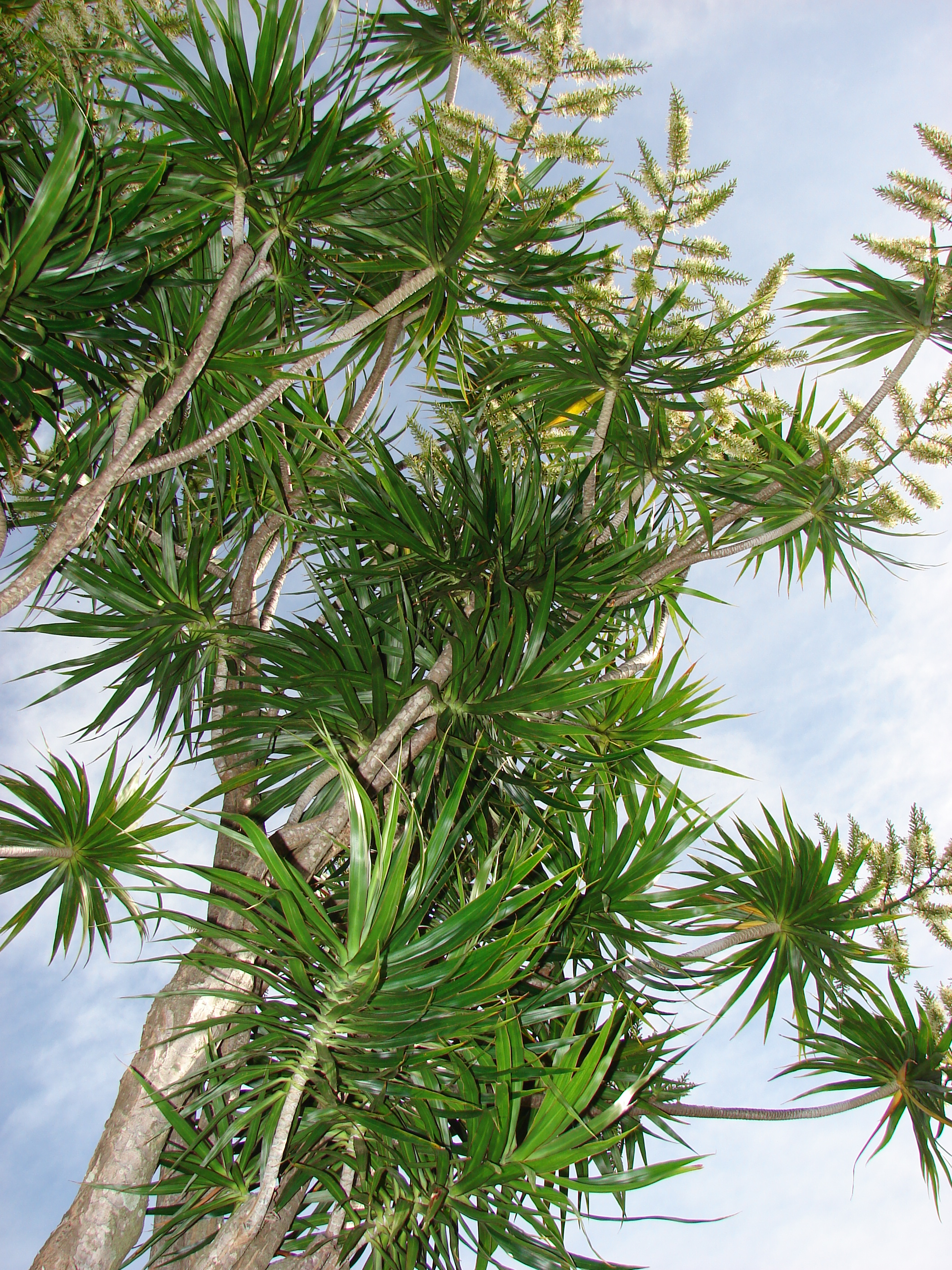
Inflorescences (Hawaii)

## Utilisation

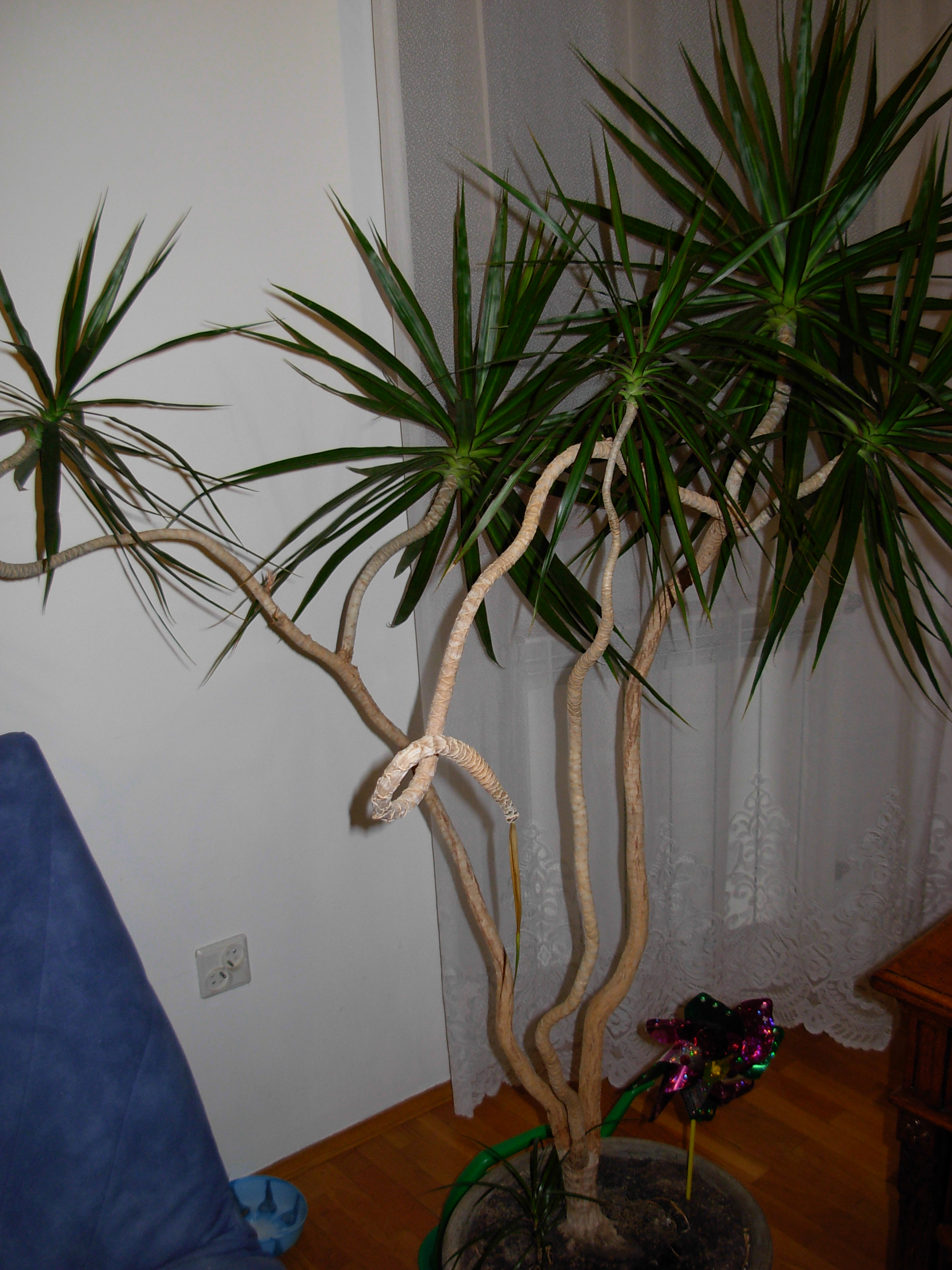
Dragonnier de Madagascar en culture intérieure.

Le Dracaena marginata peut être cultivé comme plante d'intérieur à condition de ne pas l'exposer trop longtemps à des températures inférieures à 10 °C, et de ne l'arroser qu'avec une grande modération.
La plante se dégarnit naturellement de la base, il est donc recommandé de l'associer à d'autres plantes qui masqueront son long tronc nu. Le bouturage à partir de tronçons de la tige est facile à réaliser.
Elle apprécie la lumière vive sans soleil direct et une température allant de 15 à 22 °C.
Les cochenilles farineuses peuvent l'attaquer.
Une étude réalisée en 1989 par la NASA le cite parmi les plantes dépolluantes les plus prometteuses pour débarrasser l'intérieur des habitations des principaux polluants domestiques. Des études plus récentes sur les plantes dépolluantes tendent à remettre en question cette utilité.

## Multiplication
Le dragonnier de Madagascar se multiplie par rejetons ou drageons, par marcottage aérien, par bouture de tige et par bouture ligneuse.

## Variétés
Plusieurs cultivars sont commercialisés :
- une variété verte
- une variété tricolore, avec des bandes jaunes séparant les rayures vertes et rouges de la marge
- une variété magenta